# فرودگاه اسبیرگ
فرودگاه اسبیرگ (به انگلیسی: Esbjerg Airport) (به زبان بومی: Esbjerg Lufthavn) یک فرودگاه همگانی با کد یاتا EBJ است که یک باند فرود آسفالت دارد و طول باند آن ۲۵۹۹ متر است. این فرودگاه در شهر اسبیرگ کشور دانمارک قرار دارد و در ارتفاع ۳۰ متری از سطح دریا واقع شده است.

## شرکت‌های هواپیمایی و مقصدهای پروازی
| شرکت‌های هواپیمایی    | مقصدهای پروازی         |
| -------------------- | ---------------------- |
| بی‌ام‌آی رجیونال       | آبردین                 |
| Danish Air Transport | بیلاند، سولا استاوانگر |